# Lutherdenkmal Kleinkorbetha

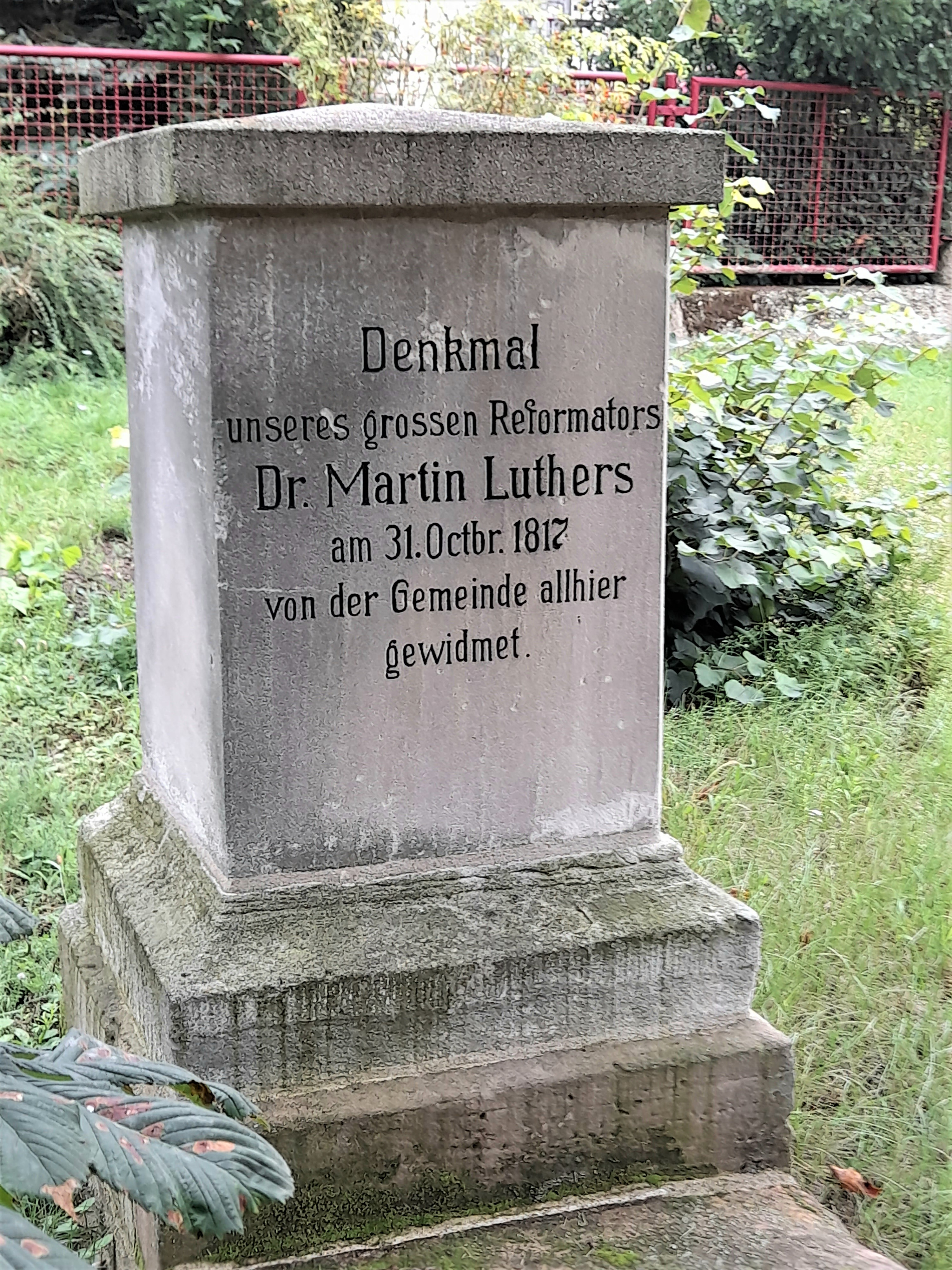
Lutherdenkmal Kleinkorbetha (2021)

Das Lutherdenkmal ist ein Kleindenkmal in der Ortschaft Kleinkorbetha im Ortsteil Großkorbetha der Stadt Weißenfels in Sachsen-Anhalt.
Anlässlich des 300. Jahrestages des Thesenanschlags an der Schlosskirche in Wittenberg durch Martin Luther entstand im Jahr 1817 neben der Dorfkirche von Kleinkorbetha ein Denkmal für den Kirchenreformator. Eine Statue ist nicht erhalten. Der pfeilerförmige Denkstein steht auf einem abgestuften Sockel. Er trägt die Inschrift:
Im Denkmalverzeichnis von Sachsen-Anhalt ist das Lutherdenkmal mit der Erfassungsnummer 094 10502 als Baudenkmal eingetragen.